# Jerzy Świrski
Jerzy Włodzimierz Świrski (Kalisz, 5 de abril de 1882 – Londres, 12 de junho de 1959) foi um oficial naval polonês que serviu na Marinha Imperial Russa e depois na Marinha de Guerra Polonesa, tendo lutado na Primeira e Segunda Guerra Mundial.

## Biografia
Świrski nasceu em Kalisz na Polônia, então parte do Império Russo. Ele se formou no Corpo Naval de Cadetes da Marinha Imperial Russa e sua primeira designação foi no cruzador protegido Askold. Foi transferido em 1905 para a Frota do Mar Negro e subiu pelas patentes, servindo em vários navios em posições relacionadas com navegação. Durante a Primeira Guerra Mundial, ele atuou como chefe da seção de navegação no quartel-general da Frota do Mar Negro e participou de campanhas contra o Império Otomano. Depois da Revolução Russa, fez parte da Marinha da República Popular da Ucrânia por cinco meses.
Ele foi para Varsóvia em maio de 1919 para servir à recém-estabelecida Segunda República Polonesa, sendo nomeado vice-chefe do Departamento de Assuntos Marítimos do Ministério de Assuntos Militares. Em 1922 tornou-se um comandante da Marinha de Guerra Polonesa, comandando navios, bases, defesas costeiras e aviação naval, ajudando a criar a marinha quase a partir do nada. Foi nomeado Chefe de Operações Marítimas em 1925, depois de seu predecessor, o vice-almirante Kazimierz Porębski, ter sido destituído do cargo por ter se envolvido em um escândalo de compra de minas navais obsoletas.
Świrski tornou-se o responsável por todos os aspectos do desenvolvimento das forças navais polonesas, conseguindo manter uma certa independência da marinha em relação às outras forças armadas e focar na expansão da área portuária de Gdynia. O fim temporário da ameaça da União Soviética permitiu que ele convencesse as autoridades da necessidade da expansão da frota, com seu objetivo sendo criar uma marinha pequena mas moderna. Quando ficou claro que a maior ameaça contra a Polônia era a Alemanha, Świrski elaborou um plano para evacuar os contratorpedeiros poloneses mais modernos para o Reino Unido, o chamado Plano Pequim, que foi realizado com sucesso apenas dias antes do início da Segunda Guerra Mundial.
Com a invasão da Polônia, ele fugiu de Varsóvia para a Romênia, porém logo foi convocado até Paris a fim de fazer parte do governo polonês no exílio de Władysław Sikorski como chefe do Diretório da Marinha. Como tinha bons contatos com os Aliados, conseguiu firmar um acordo polaco-britânico em novembro de 1939 que permitiu que os navios poloneses lutassem na guerra junto com a Marinha Real Britânica, porém mantendo sua bandeira e ordem de serviço. Ele ficou responsável pelo recrutamento e treinamento das tripulações, sendo na prática o comandante de toda a Marinha de Guerra Polonesa.
Świrski se desentendeu com Sikorski em 1941 e foi inicialmente dispensado, porém ele pediu a intervenção dos britânicos para manter seu cargo. Os Aliados por sua vez pressionaram Sikorski, que se viu obrigado a ceder, porém ele mesmo assim conseguiu nomear Tadeusz Morgenstern-Podjazd como o vice de Świrski. Świrski continuou no posto até a dissolução da marinha em 1947. Em vez de voltar para a Polônia, ele permaneceu em Londres e morreu no local em 12 de junho de 1959.